# Tachkent, ville du pain
Pour plus de détails, voir Fiche technique et Distribution.
Tachkent, ville du pain (en russe : Ташкент — город хлебный ; en ouzbek : Toshkent — non shahri) est un film dramatique d'aventures soviétique réalisé par Choukhrat Abbassov et sorti en 1968.
Il s'agit de l'adaptation du roman homonyme (ru) d'Aleksandr Neverov paru en 1923 et documentant la famine soviétique de 1921-1922.

## Synopsis
En Russie soviétique, dans la région de la Volga en 1921, la sécheresse a asséché les terres du bassin de la Volga. Une mauvaise récolte entraîne une famine massive. Les autorités soviétiques sont incapables d'aider les paysans en détresse.
Le village de Lopatino, dans l'ouïezd de Bouzoulouk (ru), gouvernement de Samara. Une famille de paysans a perdu le père, trois jeunes enfants sont restés avec leur mère. Pour sauver de la faim la mère et les frères affaiblis, l'aîné des garçons, Micha Dodonov, décide de se rendre dans la ville d'Asie centrale de Tachkent (légendaire pour son abondance de nourriture) pour se nourrir, et il emmène son ami Sergueï avec lui. Ensemble, les deux adolescents font du stop ferroviaire.
En chemin, Sergueï tombe malade du typhus et doit rester à l'infirmerie d'une gare. Micha continue son chemin, seul. Après avoir surmonté les dangers et subi de nombreuses épreuves dépassant les moyens d'un adulte, il arrive à Tachkent. Là, il travaille dans les vignes d'un grand propriétaire terrien local et gagne enfin du pain pour se nourrir et nourrir sa famille. Avec de l'argent et quelques sacs de céréales, Micha retourne dans son village natal, mais ne trouve en vie que sa mère malade et épuisée. Ses jeunes frères Yacha et Fedia sont déjà mort de faim.

## Fiche technique
- Titre français : Tachkent, ville du pain[2]
- Titre original russe : Ташкент — город хлебный, Tachkent - gorod khlebny
- Titre oubek : Toshkent — non shahri
- Réalisateur : Choukhrat Abbassov
- Scénario : Andreï Kontchalovski, Andreï Tarkovski d'après Tachkent, ville du pain (ru) (Ташкент — город хлебный) d'Aleksandr Neverov paru en 1923[1].
- Photographie : Khatam Faiziev (ru)
- Montage : M. Makarova
- Décors : Emonouel Kalontarov (ru)
- Maquillage : Gueorgui Zaïrov
- Société de production : Uzbekfilm
- Pays de production :  Union soviétique
- Langue de tournage : russe
- Format : Noir et blanc - 2,35:1 - Son mono - 35 mm
- Durée : 104 minutes
- Genre : Drame d'aventures
- Dates de sortie :
  - Union soviétique : 30 septembre 1968

## Distribution
- Vladimir Vorobeï (ru) : Micha
- Natalia Arinbassarova : Saule
- Vova Koudenkov : Serioja
- Bakhtiar Nabiev : Rakhim
- Nikolaï Timofeïev (ru) : Dunaïev
- Valentina Talyzina : Dodonova, la mère de Micha
- Aleksandr Sousnine (ru) : Dranov
- Raïssa Kourkina : l'infirmière
- Viktor Kolpakov (ru) : le soldat boiteux
- Stanislav Tchekan ; le fabricant de sacs

## Exploitation
À la fin des années 1960, le film est sorti sous forme d'un court film coupée par la censure. Mais les auteurs du film ont pu sauver et conserver une copie de l'original, qu'ils ont dû voler au studio Uzbekfilm. Pendant de nombreuses années, la copie a été conservée dans les archives du chef opérateur Khatam Faiziev (ru). Ce n'est que 45 ans plus tard que ce film rare a été numérisé et montré aux spectateurs sur grand écran, et en 2013, une version en deux parties a été présentée à Tachkent.
Le film a enregistré 9 800 000 entrées en URSS